# Jiří Zelinka
Jiří Zelinka (* 6. května 1958) je bývalý český fotbalista, útočník.

## Fotbalová kariéra
V československé lize hrál za Spartu Praha. V lize nastoupil ve 4 utkáních. Začínal v Jiskře Podhůří, do Sparty přišel z Vrchlabí.

## Ligová bilance
| Ročník                                   | Zápasy | Góly | Klub         |
| ---------------------------------------- | ------ | ---- | ------------ |
| 1. československá fotbalová liga 1981/82 | 4      | 0    | Sparta Praha |
| CELKEM                                   | 4      | 0    |              |